# Santa Quitèria (Toràs)
L'església parroquial de Santa Quiteria, a Toràs, a la comarca de l'Alt Palància a Castelló, és un lloc de culte declarat de manera genèrica Bé de Rellevància Local, en la categoria de Monument d'interès local, segons la Disposició Addicional Cinquena de la Llei 5/2007, de 9 de febrer, de la Generalitat, de modificació de la Llei 4/1998, d'11 de juny, del Patrimoni Cultural Valencià (DOCV Núm. 5.449 / 13/02/2007), amb codi autonòmic 12.08.131-002.

## Descripció
Es tracta d'un temple pertanyent a la Diòcesi de Sogorb-Castelló, que pertany a l'arxiprestat de Sant Antoni Abat, amb seu a Xèrica.
L'edifici és del segle xviii, construït sent bisbe En  Lorenzo Gómez de Haedo (1784-1809) i està dedicat a Santa Quitèria patrona de Toràs. Construït seguint les pautes de l'estil acadèmic, utilitza com a materials el maó, i presenta una façana que s'estructura sobre la línia de la teulada, i l'accés a l'interior del temple es realitza a través d'una porta amb llinda.

Va estar en els seus primers anys vinculada a la parròquia de Begís, de la qual aconsegueix l'emancipació en 1868.
El temple presenta torre campanar que se situa als peus d'aquest, en el costat de l'epístola, en el qual se situa també un rellotge. La seva construcció segueix la línia de la resta del temple, utilitzant novament com a material el maó, i la maçoneria. Presenta dos cossos, sent el segon el destinat a les campanes, que presenta com a rematada un cupulí.
La coberta exterior del temple és a dues aigües, mentre que interiorment la coberta és una volta de canó, amb llunetes (que afegeixen il·luminació a més de les vidrieres que el temple presenta); mentre que la sagristia té coberta plana.
L'interior presenta planta rectangular d'una sola nau i cinc crugies, separades per suports de murs i pilastres, que es decoren amb capitells jònics que donen lloc a arcs de mig punt al llarg de la nau.
No es pot dir que existeixin capelles laterals, encara que sí que s'observa la presència en els laterals d'altars dedicats a diferents advocaciones. Als peus de la planta, sobre la porta d'accés s'eleva el cor alt, que presenta un front amb llinda.